# 1911–1912-es magyar labdarúgó-bajnokság (első osztály)
A 11. hivatalos bajnokság. Hetedik bajnoki címét érte el az FTC, egymás után negyedszer. Az új stadion és a jó játékosállomány még népszerűbbé tette a Fradit, a téli szünetben sikeres angol-német túrán jártak, a hazatérő csapatot tízezrek várták a Keleti-pályaudvaron. A csapat tiszteletére két színházi díszelőadást is tartottak. Az MTK is pályaépítésbe kezdett, az avató mérkőzés 1912. március 31-én a Ferencváros elleni rangadó volt. 1:0-ra nyert az MTK. Hivatásos edzőt szerződtettek a skót Robertson személyében, és egy angol játékost, Joseph Lane-t is beállítottak.
Az olimpiára való felkészülés miatt korán véget ért a bajnokság, a részvételi díj előteremtésére több országot érintő portyát rendeztek.
Most is volt óvás, a 33 FC a III. Kerület egyik vezetőjét vesztegetéssel vádolta meg, az MLSZ újrajátszást rendelt el. A III. Kerületi TVE nem állt ki, hagyták veszni a két pontot.
Kiesett a III. Kerület, feljutott az Újpesti Torna Egylet.
A Magyar Kupa döntőjére az MTK ellen nem állt ki a Fradi, az elődöntőbe a BTC és a 33 FC jutott.

## A végeredmény
| #  | Csapat            | J  | Gy | D | V  | Rg | Kg | Gk  | P  | Megjegyzés |
| -- | ----------------- | -- | -- | - | -- | -- | -- | --- | -- | ---------- |
| 1  | Ferencvárosi TC   | 18 | 14 | 2 | 2  | 74 | 17 | +57 | 30 | Bajnok     |
| 2  | MTK               | 18 | 9  | 4 | 5  | 38 | 22 | +16 | 22 |            |
| 3  | BAK               | 18 | 8  | 4 | 6  | 36 | 36 | 0   | 20 |            |
| 4  | MAC               | 18 | 8  | 3 | 7  | 37 | 39 | -2  | 19 |            |
| 5  | Terézvárosi TC    | 18 | 7  | 3 | 8  | 24 | 43 | -19 | 17 |            |
| 6  | Bp. Törekvés SE   | 18 | 7  | 2 | 9  | 25 | 25 | 0   | 16 |            |
| 7  | Nemzeti SC        | 18 | 7  | 2 | 9  | 26 | 39 | -13 | 16 |            |
| 8  | Budapesti TC      | 18 | 6  | 3 | 9  | 29 | 30 | -1  | 15 |            |
| 9  | 33 FC             | 18 | 5  | 3 | 10 | 16 | 34 | -18 | 13 |            |
| 10 | III. Kerületi TVE | 18 | 5  | 2 | 11 | 25 | 45 | -20 | 12 | Kiesett    |

## Kereszttáblázat
|                   | FTC  | MTK | BAK | MAC | TTC | Törekvés | NSC | BTC | 33 FC | III. ker |
| ----------------- | ---- | --- | --- | --- | --- | -------- | --- | --- | ----- | -------- |
| Ferencvárosi TC   | XXX  | 0-0 | 4-1 | 6-1 | 6-0 | 2-1      | 7-0 | 2-3 | 5-0   | 5-1      |
| MTK               | 1-0  | XXX | 2-2 | 1-1 | 2-0 | 1-0      | 1-2 | 2-1 | 4-0   | 4-1      |
| Budapesti AK      | 3-5  | 2-5 | XXX | 1-3 | 5-2 | 2-2      | 2-2 | 3-2 | 1-1   | 2-1      |
| MAC               | 2-9  | 5-1 | 0-1 | XXX | 0-1 | 1-4      | 1-3 | 1-1 | 3-1   | 1-0      |
| Terézvárosi TC    | 0-0  | 4-4 | 2-0 | 2-6 | XXX | 1-0      | 2-1 | 2-1 | 2-2   | 1-0      |
| Bp. Törekvés SE   | 1-5  | 2-0 | 1-3 | 0-3 | 4-0 | XXX      | 1-1 | 1-2 | 0-1   | 2-1      |
| Nemzeti SC        | 0-1  | 0-6 | 1-4 | 1-3 | 0-3 | 0-2      | XXX | 5-2 | 3-0   | 2-0      |
| Budapesti TC      | 0-2  | 1-0 | 1-2 | 4-2 | 6-1 | 0-2      | 0-1 | XXX | 2-3   | 1-1      |
| 33 FC             | 0-4  | 0-4 | 0-1 | 1-2 | 0-1 | 1-0      | 0-1 | 0-0 | XXX   | 3-1      |
| III. Kerületi TVE | 3-11 | 1-0 | 2-1 | 2-2 | 5-1 | 1-2      | 4-3 | 0-2 | 0-3   | XXX      |

A bajnok Ferencvárosi Torna Club játékosai: Fritz Alajos (10) - Rumbold Gyula (13), Payer Imre (18) - Weinber János (14), Bródy Sándor(15), Blum Zoltán (15) - Weisz Ferenc (16), Pataki Mihály (12), Koródy I Károly (17), Schlosser Imre (17), Borbás Gáspár dr. (18). Játszott még: Szeitler Károly (10), Manglitz Ferenc (8), Ungár Gyula k. (8), Geiser Géza (1), Halász Géza (1), Krizsán "Kövesdi" Endre (1), Medgyessy Jenő (3), Varga János (1).
A 2. helyezett Magyar Testgyakorlók Köre játékosai: Bányai Lajos, Bíró Gyula, Csüdör Ferenc, Domonkos László (k), Ellinger Leó, Holits Ödön (k), Kertész I Gyula, Kertész II Vilmos, Kertész III Adolf, Knapp Miksa (k), Konrád I Jenő, Kürschner Izidor, Joseph Lane (angol), Molnár József, Rácz Béla, Roóz I Ernő, Sebestyén I Béla, Sebestyén II Gyula, Szántó Károly, Taussig Imre, Vágó Antal, Weisz Gyula, Zsigó Ferenc.
A 3. helyezett Budapesti Athletikai Klub játékosai: Cseh János, Fürst Béla, Gállos Sándor, Glatter Rezső, Grósz Ferenc, György Ferenc, Ligeti Ede, Ligeti Ignác, Jancsarek Pál, Károly Jenő, Késmárky Ákos, Klement Károly, Kucsera "Kurucz" István, Prétyi Károly, Rudas Ernő, Salamon Sándor, Waldner Károly.
A 4. helyezett Magyar Athletikai Club játékosai: Bodnár Sándor, Feketeházy II Gyula, Fodor Rezső, Jost, Kehrling Béla, Kelemen I Béla, Krempels II Béla, Lator Géza, Lipovetz Aurél, Markusovszky, Medgyessy Iván, Oldal Mihály, Ónody Zsigmond, Rácz II Győző, Riedl István, Sárközy Sándor dr., Sipos Ernő, Tóth Ferenc, Újhelyi, Újságh Miklós.
Az 5. helyezett Terézvárosi Torna Club játékosai: Bakos Antal, Bakos Béla, Battlik János, Beimel Miksa, Fekete Miklós, Fried, Gyárfás Sándor, Hegyi Árpád, Hegyi Zoltán, Herner Sándor, Jergencz Ignác, Maly Antal, Pach Ferenc, Reich Jenő, Rösner Vilmos, Rusz Miklós, Vágó Zoltán, Zádor Elek.
A 6. helyezett Törekvés Sport Egylet játékosai: Béky János, Bőti János, Bőti Miklós, Dürr Antal (k), Dürr Gyula, Ging József, Hagen János, Horváth, Krausz Ferenc, Kiss Ferenc, Kohn Ferenc, Kovács, Nyilas Ferenc, Nyilas István, Pejtsik Imre, Szentey Sándor, Takács Dániel, Uitz András, Ürögdi József, Wolenszki Ferenc.
A 7. helyezett Nemzeti Sport Club játékosai: Burián Géza, Fábry László, Feldmann Gyula, Feuerstein, Hlavay I György, Hlavay II Béla, Kanyaurek István, Kovács Elemér, Reich Ede, Rometh József, Stick Károly, Szabovics Iván, Szaneczky, Székely Aladár, Szury János, Tanyay Zoltán, Terney, Tóth Potya István, Varga Béla, Vajda Ferenc.
A 8. helyezett Budapesti Torna Club játékosai: Bayer Henrik, Bihari Ferenc, Dobó Gyula, Ficzere II Péter, Földi Ferenc, Ginzery Dénes, Horváth József, Kertész Géza, Kovács Lajos, Kőszegi Dezső, Kösztler Zoltán, Kunst Ottó, Maht Ágoszon, Mészáros Árpád, Németh János, Pótz Nagy Árpád, Rauchmaul Emil, Takács János, Saly Alajos, Saly Sándor, Szendrő Oszkár.
A 9. helyezett 33 Football Club játékosai: Bíró László, Bosnyákovits Károly, Czavolják József, Csárdás Gusztáv, Eichinger Károly, Horváth Béla, Horváth Ferenc, Lőwy Artúr, Mandl Frigyes, Székány Géza, Szöllősy, Takács, Vanicsek I János, John Watkins (angol), Weisz Frigyes, Zsák Károly (k).
A 10. helyezett III. Kerületi Torna és Vívó Egylet játékosai: Federit Hermann, Hegyi Mátyás, Goldstein Hermann, Guttmann Ármin, Guttmann József, Hönich Henrik, Hönich Lajos, Hönich Richárd, Jancsó Károly, Nagy István, Nagyhegyi Mátyás, Oderszky Ferenc, Paulin János, Quitner, Schrott Károly, Singer Miksa, Stark József, Suhajdy István, Szandner, Weiszt Ferenc.

## Díjak
| Bajnok 1911/12   |
| FTC 7. Bajnokság |

| Az év játékosa     | Gólkirály                   |
| Schlosser Imre FTC | Schlosser Imre FTC (34 gól) |

## Kerületi bajnokságok
Vidéki kerületi bajnokságok:
- Nyugati kerület:

1. Tatabányai SC, 2. Győri ETO, 3. Pozsony-Újvárosi LE.
- Keleti kerület:

1. Debreceni TE, 2. Nagyváradi AC, 3. Nagyváradi SE, 4. Debreceni KASE, 5. Debreceni MTE, 6. Miskolci MTE, 7. Miskolci SE.
- Déli kerület:

1. Bácska Szabadkai AC, 2. Aradi AC, 3. Szabadkai SE, 4. Szegedi AK, 5. Aradi TK, 6. Temesvári Kinizsi SE, 7. Nagykikindai AC, 8.Temesvári AC, 9. Újvidéki AC, 10. Aradi TE.
- Erdélyi kerület:

1. Kolozsvári KASK, 2. Kolozsvári AC, 3. Kolozsvári TC, 4. Piski Vasutas SC.
- Északi kerület:

1. Kassai AC, 2. Kassai Munkás TE, 3. Sátoraljaújhelyi AC, 4. Mateóci SE, 5. Eperjesi TVE, 6. Kassai TC.
- Közép (Pest-vidéki) kerület:

1. Monori SE, 2. Kecskeméti AC, 3. Balassagyarmati SE, 4. Szolnoki MÁV SE, 5. Szolnoki SE.
- Délnyugati (Dunántúli) körzet:

1. Pécsi AC, 2. Pécsi SC, 3. Nagyatádi AC, 4. Kaposvári AVC, Pécsi TE.
Negyeddöntők: Kolozsvári KASK - Bácska Szabadkai AC 4:2, Tatabányai SC - Pécsi AC 3:1, Monori SE- Debreceni TE 2:2 (az újrajátszásra a Debrecen nem állt ki), Kassai AC (kiemelt).
Elődöntők: Kolozsvári KASK - Kassai AC 2:1, Tatabányai SC - Monori SE 4:1.
Döntő: Tatabányai SC - Kolozsvári KASK 9:1 (TSC: Braun - Vlaczil, Kapitány - Haller, Cseh, Nemes - Szántó, Payer II Jenő, Schaffer Alfréd, Frühwirth, Sárközi. KASK: Welser II - Welser I, Walter I - Petrán, Marczi I, Stotter - Katona, Nászta, Sárossy, Nagy József, Klein.)
A vidék bajnoka a Tatabánya lett, barátságos meccsen 4:3 as Fradi vezetésnél, sötétedés miatt félbeszakadt a találkozó. A Tatabánya három gólját Schaffer Alfréd rúgta, a következő évtől már a BAK-hoz szerződtették. Bár Horvát-Szlavónország önálló labdarúgó szövetséggel rendelkezett, de politikailag Magyarországhoz tartozott.
Az 1912-es Horvát-Szlavón bajnokság végeredménye (ez volt az első, és 1940-ig az utolsó önálló horvát bajnokság):
1. HAŠK Zagreb, 2. HŠK Concordia Zagreb, 3. HŠK Građanski Zagreb, 4.HŠK Croatia Zagreb, 5. HŠK Ilirija Zagreb, 6. Tipografski ŠK Zagreb.
1912. június 23-án Zágrábban a Ferencváros barátságos találkozón megmérkőzött a horvát bajnok, HAŠK Zagreb csapatával, és 5:0 arányú győzelmet aratott.